# Terrapene
Genre
Synonymes
- Cistuda Fleming, 1822
- Didicla Rafinesque, 1832
- Pyxidemys Fitzinger, 1835
- Emyoides Gray, 1844
- Onychotria Gray, 1849
- Pariemys Cope, 1895
- Toxaspis Cope, 1895

Terrapene est un genre de tortues de la famille des Emydidae.

## Répartition

Répartition

Ces tortues se rencontrent aux États-Unis et au Mexique.

## Liste des espèces
Selon TFTSG (10 juin 2011) :
- Terrapene carolina (Linnaeus, 1758)
- Terrapene coahuila Schmidt & Owens, 1944
- Terrapene nelsoni Stejneger, 1925
- Terrapene ornata (Agassiz, 1857)

## Publication originale
- Merrem, 1820 : Versuch eines Systems der Amphibien I (Tentamen Systematis Amphibiorum). J. C. Krieger, Marburg, p. 1-191 (texte intégral).